# Sant Joan Baptista de Penelles (església vella)
Sant Joan Baptista de Penelles és una església de Penelles (Noguera) inclosa a l'Inventari del Patrimoni Arquitectònic de Catalunya.

## Descripció
Antiga església d'una sola nau actualment utilitzada com a magatzem. Els seus murs són fets amb carreus de pedra. A la façana principal hi ha la porta d'entrada, d'arc de mig punt amb dovelles de força llargada. L'escala que devia servir per accedir a l'interior ha estat eliminada, probablement en adaptar l'edifici a magatzem. Al damunt de la porta hi ha una finestra petita.
La teulada és de doble vessant.

## Història
De l'església vella de Sant Joan Baptista no se'n coneixen notícies històriques d'època romànica, tot i que sembla indubtable el seu origen medieval. Fou sufragània de la parròquia de Castellserà, de la qual no s'independitzà fins al 1897.
Fou l'església parroquial de Penelles, però actualment es troba fora de culte, donat que fa uns anys fou comprada per un veí del poble per a utilitzar-la com a magatzem.
L'edifici fou construït el 1663 i l'any 1961 fou abandonat, donat que la seva capacitat restava insuficient per poder acollir a tots els veïns del poble.